# Fountains
Fountains és una de les més grans i millor conservades ruïnes cistercenques d'Anglaterra. Es troba a uns tres quilòmetres al sud-oest de Ripon a North Yorkshire, prop de la vila d'Aldfield. Fundada el 1132, l'abadia va funcionar durant més de quatre segles, fins a 1539, quan Enric VIII va ordenar la dissolució dels monestirs. Està inscrita a la llista del Patrimoni de la Humanitat de la UNESCO des del 1986.